# Frank Sherwood Rowland
Pour les articles homonymes, voir Rowland.
Franklin Sherwood Rowland (Delaware (Ohio), 28 juin 1927 - Newport Beach (Californie), 10 mars 2012) est un chimiste américain. Mario J. Molina, Paul Josef Crutzen et lui obtinrent le prix Nobel de chimie de 1995.

## Biographie
Rowland naît à Delaware dans l'Ohio, il passe son B.A. à l'université Wesleyenne de l'Ohio en 1948, son M.S. en 1951 et son Ph.D. en 1952, tous deux à l'université de Chicago. La même année, il se marie avec Joan Lundberg, elle aussi étudiante à Chicago. Il travaille à l'université de Princeton jusqu'en 1956 puis à celle du Kansas. Après ce poste il devient professeur à l'université de Californie à Irvine en 1964. Au début des années 1970 Rowland commence à travailler avec Mario J. Molina. En 1978 il est élu à l'Académie nationale des sciences et sert comme président de l’Association américaine pour l'avancement des sciences (AAAS) en 1993.
Rowland est principalement connu pour sa découverte de l'action des chlorofluorocarbures (CFC) sur l'ozone. Il montre que ces gaz se combinent sous l'action des radiations solaires et se décomposent dans la stratosphère, relâchant du chlore et du monoxyde de chlore qui sont capables de détruire des molécules d'ozone. Ces recherches sont publiées dans Nature en 1974 et initient le début de recherches concernant ce problème. Ses recherches furent d'abord critiquées. Lorsqu'il dénonce publiquement la destruction de la couche d'ozone, par les gaz propulseurs des aérosols "CFC", il est accusé d'être un agent russe voulant détruire l'industrie américaine, il en souffrit beaucoup mais n'abandonna pas. La National Academy of Sciences accepte ses résultats en 1976 et en 1978 les aérosols contenant des CFC sont bannis des États-Unis.
En 1995, Mario J. Molina, Paul Josef Crutzen et lui obtinrent le prix Nobel de chimie « pour leurs travaux sur la chimie de l'atmosphère, particulièrement en ce qui concerne la formation et la décomposition de l'ozone ».

## Distinctions et récompenses
- prix Tyler pour l'environnement en 1983
- prix japonais en 1989
- prix Peter Debye en 1993
- médaille Roger Revelle en 1994
- prix Nobel de chimie en 1995